# Муаммаридский Имамат
Муаммаридский Имамат (араб. إمارة إبن معمر‎) или имамат Дирийи —  арабское государственное образование, существовавшее краткий промежуток времени между падением первого саудовского государства и основанием второго саудовского государства.

## Политическая структура
При режиме имама политическая структура состоит из имама как верховного лидера, совета советников, судебной системы, армии и местных властей, назначаемых для управления регионами.

## История
Имамат был основан в 1818 году Мохаммедом бин Мишари Аль-Муаммаром, который провозгласил себя имамом под вассалитетом вассального правителя османского Египта Ибрагима-паши, вокруг разрушенного города Дирийя. Однако государство просуществовало недолго, поскольку в 1820 году было отвоевано саудовцами и включено во Второе саудовское государство.

## Месторасположение
Имамат находился в городе Эд-Диръия и его окрестностях, но также контролировал еще несколько крупных городов в Аль-Ямаме, среди нихː Эр-Рияд, Эль-Хардж и все города между ними.